# Jiwaru Days
„Jiwaru DAYS” (jap. ジワるDAYS) – pięćdziesiąty piąty singel japońskiego zespołu AKB48, wydany w Japonii 13 marca 2019 roku przez You! Be Cool.
Singel został wydany w siedmiu edycjach: trzech regularnych i trzech limitowanych (Type A, Type B, Type C) oraz „teatralnej” (CD). Osiągnął 1 pozycję w rankingu Oricon i pozostał na liście przez 24 tygodnie. Singel zdobył status płyty Milion.

## Lista utworów
Wszystkie utwory zostały napisane przez Yasushiego Akimoto.

### Type A
| CD | CD                                                                   | CD                             | CD             | CD      |
| Nr | Tytuł utworu                                                         | Kompozycja                     | Aranżacja      | Długość |
| -- | -------------------------------------------------------------------- | ------------------------------ | -------------- | ------- |
| 1. | „Jiwaru DAYS” (jap. ジワるDAYS)                                      | Tsukasa Yoshida, Kōhei Tsukada | APAZZI         |         |
| 2. | „Watashi datte Idol!” (jap. 私だってアイドル!) (wyk. Rino Sashihara) | Mitsuki Tokuda                 | Mitsuki Tokuda |         |
| 3. | „Generation Change” (AKB48 Coupling Senbatsu)                        | Takamitsu Ono                  | Chihiro Tamaki |         |
| 4. | „Jiwaru DAYS” (jap. ジワるDAYS) (off vocal ver.)                     | Tsukasa Yoshida, Kōhei Tsukada | APAZZI         |         |
| 5. | „Watashi datte Idol!” (jap. 私だってアイドル!) (off vocal ver.)      | Mitsuki Tokuda                 | Mitsuki Tokuda |         |
| 6. | „Generation Change” (off vocal ver.)                                 | Takamitsu Ono                  | Chihiro Tamaki |         |

| DVD | DVD                                                          | DVD     |
| Nr  | Tytuł utworu                                                 | Długość |
| --- | ------------------------------------------------------------ | ------- |
| 1.  | „Jiwaru DAYS” (ジワるDAYS) (Music Video)                     |         |
| 2.  | „Watashi datte Idol!” (jap. 私だってアイドル!) (Music Video) |         |
| 3.  | „Generation Change” (Music Video)                            |         |

### Type B
| CD | CD                                                                   | CD                             | CD                           | CD      |
| Nr | Tytuł utworu                                                         | Kompozycja                     | Aranżacja                    | Długość |
| -- | -------------------------------------------------------------------- | ------------------------------ | ---------------------------- | ------- |
| 1. | „Jiwaru DAYS” (jap. ジワるDAYS)                                      | Tsukasa Yoshida, Kōhei Tsukada | APAZZI                       |         |
| 2. | „Watashi datte Idol!” (jap. 私だってアイドル!) (wyk. Rino Sashihara) | Mitsuki Tokuda                 | Mitsuki Tokuda               |         |
| 3. | „Hatsukoi Door” (jap. 初恋ドア) (wyk. SakamichiAKB)                  | Akira Sunset, Taishi Noguchi   | Akira Sunset, Taishi Noguchi |         |
| 4. | „Jiwaru DAYS” (jap. ジワるDAYS) (off vocal ver.)                     | Tsukasa Yoshida, Kōhei Tsukada | APAZZI                       |         |
| 5. | „Watashi datte Idol!” (jap. 私だってアイドル!) (off vocal ver.)      | Mitsuki Tokuda                 | Mitsuki Tokuda               |         |
| 6. | „Hatsukoi Door” (jap. 初恋ドア) (off vocal ver.)                     | Akira Sunset, Taishi Noguchi   | Akira Sunset, Taishi Noguchi |         |

| DVD | DVD                                                          | DVD     |
| Nr  | Tytuł utworu                                                 | Długość |
| --- | ------------------------------------------------------------ | ------- |
| 1.  | „Jiwaru DAYS” (ジワるDAYS) (Music Video)                     |         |
| 2.  | „Watashi datte Idol!” (jap. 私だってアイドル!) (Music Video) |         |
| 3.  | „Hatsukoi Door” (jap. 初恋ドア) (Music Video)                |         |

### Type C
| CD | CD                                                                   | CD                             | CD             | CD      |
| Nr | Tytuł utworu                                                         | Kompozycja                     | Aranżacja      | Długość |
| -- | -------------------------------------------------------------------- | ------------------------------ | -------------- | ------- |
| 1. | „Jiwaru DAYS” (jap. ジワるDAYS)                                      | Tsukasa Yoshida, Kōhei Tsukada | APAZZI         |         |
| 2. | „Watashi datte Idol!” (jap. 私だってアイドル!) (wyk. Rino Sashihara) | Mitsuki Tokuda                 | Mitsuki Tokuda |         |
| 3. | „Hitsuzensei” (jap. 必然性) (wyk. IZ4648)                            | BASEMINT                       | BASEMINT       |         |
| 4. | „Jiwaru DAYS” (jap. ジワるDAYS) (off vocal ver.)                     | Tsukasa Yoshida, Kōhei Tsukada | APAZZI         |         |
| 5. | „Watashi datte Idol!” (jap. 私だってアイドル!) (off vocal ver.)      | Mitsuki Tokuda                 | Mitsuki Tokuda |         |
| 6. | „Hitsuzensei” (jap. 必然性) (off vocal ver.)                         | BASEMINT                       | BASEMINT       |         |

| DVD | DVD                                                          | DVD     |
| Nr  | Tytuł utworu                                                 | Długość |
| --- | ------------------------------------------------------------ | ------- |
| 1.  | „Jiwaru DAYS” (ジワるDAYS) (Music Video)                     |         |
| 2.  | „Watashi datte Idol!” (jap. 私だってアイドル!) (Music Video) |         |
| 3.  | „Hitsuzensei” (jap. 必然性) (Music Video)                    |         |

### Wer. teatralna
| CD | CD                                                                   | CD                             | CD             | CD      |
| Nr | Tytuł utworu                                                         | Kompozycja                     | Aranżacja      | Długość |
| -- | -------------------------------------------------------------------- | ------------------------------ | -------------- | ------- |
| 1. | „Jiwaru DAYS” (jap. ジワるDAYS)                                      | Tsukasa Yoshida, Kōhei Tsukada | APAZZI         |         |
| 2. | „Watashi datte Idol!” (jap. 私だってアイドル!) (wyk. Rino Sashihara) | Mitsuki Tokuda                 | Mitsuki Tokuda |         |
| 3. | „Okujō kara sakebu” (jap. 屋上から叫ぶ) (wyk. Sucheese)              | Shūho Mitani                   | Shūho Mitani   |         |
| 4. | „Jiwaru DAYS” (jap. ジワるDAYS) (off vocal ver.)                     | Tsukasa Yoshida, Kōhei Tsukada | APAZZI         |         |
| 5. | „Watashi datte Idol!” (jap. 私だってアイドル!) (off vocal ver.)      | Mitsuki Tokuda                 | Mitsuki Tokuda |         |
| 6. | „Okujō kara sakebu” (jap. 屋上から叫ぶ) (off vocal ver.)             | Shūho Mitani                   | Shūho Mitani   |         |

## Skład zespołu
| „Jiwaru DAYS” |
| --- |
| - AKB48 Team A: Mion Mukaichi, Yui Yokoyama - AKB48 Team K: Moeka Yahagi - AKB48 Team B: Juri Takahashi - AKB48 Team B / NGT48 Team NIII: Yūki Kashiwagi - AKB48 Team 4: Mizuki Yamauchi - AKB48 Team 4 / STU48: Nana Okada - AKB48 Team 8 / AKB48 Team A: Rin Okabe, Yui Oguri, Miu Shitao - AKB48 Team 8 / AKB48 Team 4: Nagisa Sakaguchi - SKE48 Team S: Jurina Matsui - SKE48 Team E: Maya Sugawara, Akari Suda - NMB48 Team N: Akari Yoshida - NMB48 Team M: Miru Shiroma - HKT48 Team H: Rino Sashihara (środek), Miku Tanaka - HKT48 Team TII: Hana Matsuoka - NGT48 Team NIII: Yuka Ogino - NGT48 Team G: Rika Nakai - STU48: Yumiko Takino |

| „Generation Change” |
| --- |
| - AKB48 Team A: Rena Katō, Kurumi Suzuki, Manaka Taguchi, Rei Nishikawa (środek), Ayaka Maeda - AKB48 Team K: Haruka Komiyama, Tōmu Muto - AKB48 Team B: Satone Kubō, Megu Taniguchi - AKB48 Team 4: Nanami Asai, Yuiri Murayama - AKB48 Team 8 / AKB48 Team A: Tanikawa Hijiri - AKB48 Team 8 / AKB48 Team K: Erina Oda, Narumi Kuranoo, Nanami Yamada, Yui Yokoyama - AKB48 Team 8 / AKB48 Team B: Nao Ōta, Shiori Satō - AKB48 Team 8 / AKB48 Team 4: Momoka Ōnishi, Yurina Gyōten |

| „Hatsukoi Door” |
| --- |
| - AKB48 Team K: Moeka Yahagi - AKB48 Team B: Seina Fukuoka - AKB48 Team 4: Mizuki Yamauchi - AKB48 Team 8 / AKB48 Team A: Rin Okabe, Yui Oguri, Miu Shitao - AKB48 Team 8 / AKB48 Team 4: Nagisa Sakaguchi - NMB48 Team BII: Cocona Umeyama - HKT48 Team H: Miku Tanaka - STU48: Yumiko Takino - Nogizaka46 3. gen.: Minami Umezawa, Momoko Ozono, Shiori Kubo, Mizuki Yamashita (środek), Yūki Yoda - Keyakizaka46 1. gen.: Minami Koike, Yui Kobayashi, Yūka Sugai, Miyu Suzumoto, Mizuho Habu - Hinatazaka46 1. gen.: Shiho Katō, Kyōko Saitō, Mirei Sasaki - Hinatazaka46 2. gen.: Nao Kosaka, Miho Watanabe |

| „Hitsuzensei” |
| --- |
| - IZ*ONE: Jang Won-young (środek), Sakura Miyawaki (środek), Jo Yu-ri, Nako Yabuki, Kwon Eun-bi, Hitomi Honda - AKB48 Team A: Yui Yokoyama - AKB48 Team B / NGT48 Team NIII: Yūki Kashiwagi - AKB48 Team 4 / STU48: Nana Okada - AKB48 Team 8 / AKB48 Team A: Yui Oguri - SKE48 Team E: Akari Suda - HKT48 Team H: Rino Sashihara - Nogizaka46 1. gen.: Asuka Saitō, Mai Shiraishi, Nanase Nishino - Nogizaka46 2. gen.: Miona Hori - Nogizaka46 3. gen.: Minami Umezawa, Mizuki Yamashita - Keyakizaka46 1. gen.: Minami Koike, Yui Kobayashi, Yūka Sugai, Neru Nagahama, Mizuho Habu, Risa Watanabe |

| „Okujō kara sakebu” |
| --- |
| - AKB48 Team K: Moeka Yahagi - AKB48 Team B: Satone Kubo - SKE48 Team E: Ōka Suenaga - NMB48 Team BII: Cocona Umeyama - HKT48 Team H: Akari Watanabe - NGT48 Team G: Tsugumi Oguma - STU48: Chiho Ishida |

## Notowania
| Lista                             | Pozycja |
| --------------------------------- | ------- |
| Oricon Weekly Singles Chart       | 1       |
| Oricon Yearly Singles Chart       | 2       |
| Billboard Japan Hot 100           | 1       |
| Billboard Japan Hot Singles Sales | 1       |

## Sprzedaż
| Dane wg         | Sprzedaż   |
| --------------- | ---------- |
| Oricon          | 1 308 315  |
| Billboard Japan | 1 461 780+ |